# William Montgomerie
Pour les articles homonymes, voir Montgomerie.
 (mai 2021).
La mise en forme du texte ne suit pas les recommandations de Wikipédia : il faut le « wikifier ».
Les points d'amélioration suivants sont les cas les plus fréquents :
- Les titres sont pré-formatés par le logiciel. Ils ne sont ni en capitales, ni en gras.
- Le texte ne doit pas être écrit en capitales (les noms de famille non plus), ni en gras, ni en italique, ni en « petit »…
- Le gras n'est utilisé que pour surligner le titre de l'article dans l'introduction, une seule fois.
- L'italique est rarement utilisé : mots en langue étrangère, titres d'œuvres, noms de bateaux, etc.
- Les citations ne sont pas en italique mais en corps de texte normal. Elles sont entourées par des guillemets français : « et ».
- Les listes à puces sont à éviter, des paragraphes rédigés étant largement préférés. Les tableaux sont à réserver à la présentation de données structurées (résultats, etc.).
- Les appels de note de bas de page (petits chiffres en exposant, introduits par l'outil «  Source ») sont à placer entre la fin de phrase et le point final[comme ça].
- Les liens internes (vers d'autres articles de Wikipédia) sont à choisir avec parcimonie. Créez des liens vers des articles approfondissant le sujet. Les termes génériques sans rapport avec le sujet sont à éviter, ainsi que les répétitions de liens vers un même terme.
- Les liens externes sont à placer uniquement dans une section « Liens externes », à la fin de l'article. Ces liens sont à choisir avec parcimonie suivant les règles définies. Si un lien sert de source à l'article, son insertion dans le texte est à faire par les notes de bas de page.
- La présentation des références doit suivre les conventions bibliographiques. Il est recommandé d'utiliser les modèles {{Ouvrage}}, {{Chapitre}}, {{Article}}, {{Lien web}} et/ou {{Bibliographie}}. Le mode d'édition visuel peut mettre en forme automatiquement les références.
- Insérer une infobox (cadre d'informations à droite) n'est pas obligatoire pour parachever la mise en page.

Pour une aide détaillée, merci de consulter Aide:Wikification.
Si vous pensez que ces points ont été résolus, vous pouvez retirer ce bandeau et améliorer la mise en forme d'un autre article.
William Montgomerie (1797-1856) était un médecin militaire écossais de la Compagnie des Indes orientales, puis chef du département médical de Singapour. Il est surtout connu pour promouvoir l'utilisation de la gutta-percha en Europe. Ce matériau était un caoutchouc naturel important qui rendait possibles les câbles télégraphiques sous-marins. Montgomerie était impliqué dans la culture des épices en tant que chef des jardins botaniques expérimentaux de Singapour et dans son domaine personnel à Singapour. Ce dernier n'est jamais devenu économiquement viable, mais il a reçu une médaille d'or de la Society of Arts pour la culture de la noix de muscade. Il était également responsable de la construction du premier asile d'aliénés à Singapour. Montgomerie est décédé à Barrackpore en Inde quelques années après avoir pris part à la deuxième guerre anglo-birmane en tant que chirurgien surintendant.
Première vie et famille
Montgomerie est né en Ecosse en 1797. En 1827, il épousa Elizabeth Graham à Calcutta. Un fils est mentionné dans un article de journal. Son frère était le major-général Sir P. Montgomerie de l'artillerie de Madras qui a combattu dans la première guerre de l'opium. 

## Carrière
En 1818, Montgomerie devint médecin à la Compagnie des Indes orientales et fut affecté en Inde. En mai 1819, il fut affecté à Singapour avec le 2e bataillon du 20e régiment d'infanterie indigène du Bengale avec le grade de chirurgien adjoint. À son arrivée, il prit la relève en tant que chirurgien principal de Singapour d'un plus officier subalterne, et a reçu le grade de chirurgien intérimaire. En 1827, Montgomerie a été renvoyé au Bengale. En 1835, le quartier général du département médical a été déplacé de Penang à Singapour, après quoi Montgomerie a été nommé à la tête. Il prit sa retraite en Angleterre en janvier 1844. Il fut rappelé au Bengale quelques années plus tard comme chirurgien de garnison à Fort William, Calcutta, et fut surintendant chirurgien sur le terrain pendant la deuxième guerre anglo-birmane (1852-1853). Il est mort du choléra à Barrackpore, Inde, le 21 mars 1856 et a été enterré à Fort William.
Alors qu'il était en poste à Singapour, Montgomerie était généralement le médecin traitant les dirigeants de Singapour. Ceux-ci comprenaient Stamford Raffles, le fondateur de Singapour, et William Farquhar, qui a été poignardé par un assassin potentiel en 1823. Farquhar avait exprimé son inquiétude quant à la jeunesse de Montgomerie à son arrivée à Singapour en 1819. Montgomerie était très jeune à ce stade, encore plus jeune que le sous-assistant chirurgien dont il avait succédé et qui était maintenant en charge. Si quoi que ce soit arrivait à Farquhar, Montgomerie aurait été laissé à la tête de Singapour en tant que prochain haut fonctionnaire. Farquhar a écrit à Calcutta pour leur demander de mettre en place des arrangements alternatifs. 
A Singapour, Montgomerie est nommé magistrat en 1819, chef des jardins botaniques expérimentaux en 1823 (où il se concentre sur la culture des épices) et shérif en 1837.

## Agriculture
Montgomerie a activement poursuivi l'agriculture à Singapour. Il a possédé le domaine de 32 acres (13 ha) de Duxton Hill pendant la majeure partie de son séjour là-bas, mais n'a jamais réussi à le rentabiliser. Il a été vendu après sa mort et brièvement rebaptisé "Woodsville". La zone est maintenant bâtie et le nom est revenu à Duxton Hill, un nom également conservé à Duxton Road. La culture principale était le sucre, mais plus tard, il planta des noix de muscade. Le domaine était délimité par une rivière où Montgomerie avait un grand moulin à eau. À une courte distance du moulin, la route de Serangoon traverse la rivière sur un croisement connu sous le nom de pont de Montgomerie. 

### Culture d'épices
A son retour à Singapour en 1835, Montgomerie découvrit que les plantations d'épices du gouvernement avaient été négligées. La récolte de clou de girofle avait été détruite par la brûlure, mais comme les arbres de noix de muscade semblaient toujours sains, Montgomerie a décidé de démarrer sa propre plantation avec des graines achetées à Penang. Il croyait que suffisamment de noix de muscade pourrait être cultivée à Singapour pour approvisionner tout l'Empire britannique d'ici 1850, et que le prix pourrait être ramené à quelque chose de abordable par les gens ordinaires. Cependant, il se plaignait que les accords de location des terres du gouvernement n'étaient pas favorables à Singapour et décourageaient l'agriculture. Il a comparé cela à Ceylan (maintenant connu sous le nom de Sri Lanka, mais à l'époque une possession britannique) où la terre pouvait être achetée purement et simplement. En 1842, Montgomerie a envoyé une boîte de muscade et de macis à la Society of Arts (qui deviendra plus tard la Royal Society) pour laquelle il reçut une médaille d'or.

## Gutta-percha
La gutta-percha est un caoutchouc naturel obtenu à partir de la sève de certains arbres poussant en Extrême-Orient. Il durcit à l'air, mais a la propriété utile d'être thermoplastique. Il peut être moulé pour prendre une nouvelle forme après avoir bouilli dans l'eau et se rechargera une fois refroidi. On lui attribue le mérite d'être le premier plastique disponible pour l'industrie manufacturière.
On attribue parfois à Montgomerie la découverte de la substance. Il est responsable de son utilisation généralisée, mais il était en fait connu depuis un certain temps par quelques indigènes qui l'utilisaient pour fabriquer des poignées de parangs (machettes malaises) et d'autres objets. Cependant, il n'était pas largement connu, même parmi les Malais indigènes. Montgomerie a déclaré que la plupart des personnes à qui il l'a montré ne pouvaient pas le reconnaître. Il avait même fait son chemin vers l'Europe, mais encore une fois, n'était pas largement connu. La découverte de Montgomerie a commencé en 1822 quand on lui a montré un caoutchouc naturel différent, la gutta girek, et on lui a parlé de l'existence d'un matériau plus dur, la gutta percha. Cependant, il n'a pas pu obtenir un échantillon à l'époque et n'a eu une autre opportunité qu'en 1842 après son retour à Singapour. Cette année-là, un Malais lui montra un parang avec une poignée de gutta-percha. Montgomerie a acheté l'article et a demandé qu'une plus grande partie de la substance soit fournie. Après expérimentation, il a conclu que ses propriétés thermoplastiques seraient idéales pour fabriquer de nombreux instruments chirurgicaux. Les caoutchoucs naturels utilisés à cette fin à l'époque étaient facilement endommagés par les solvants et ne pouvaient pas résister au climat tropical.
Montgomerie a envoyé des échantillons au conseil médical de Calcutta avec une recommandation pour son utilisation médicale. Le conseil était d'accord avec lui et lui a demandé d'en obtenir autant que possible. Montgomerie a également envoyé des échantillons à la Royal Asiatic Society à Londres en 1843. Il a commencé une enquête sur l'étendue de l'arbre. Il a découvert qu'il ne se trouvait pas seulement à Singapour, mais partout dans la péninsule malaisienne et dans les îles d'Indonésie et semblait être abondant. Cependant, dès 1846, Montgomerie exprimait des craintes que les approvisionnements se tarissent en raison de la méthode destructrice de récolte et de grandes quantités produites. Les arbres ont été coupés et l'écorce dépouillée pour atteindre la sève. Montgomerie croyait qu'il était possible de récolter la sève en tapotant mais ne pensait pas qu'il serait possible de persuader les collectionneurs indigènes d'utiliser cette méthode plus lente, mais plus durable.
Outre son utilisation pour la fabrication d'instruments médicaux, Montgomerie a proposé plusieurs autres utilisations, notamment comme obturation dentaire (pour laquelle elle est encore utilisée). De nombreuses autres applications ont été rapidement trouvées pour le nouveau matériau, y compris une balle de golf bien améliorée. Cependant, l'application la plus importante était celle d'un isolant électrique. Cela était essentiel pour le réseau télégraphique mondial car il rendait possible le câble télégraphique transatlantique et d'autres liaisons à travers les océans. Aucun meilleur matériau n'était disponible jusqu'à l'invention du polyéthylène dans les années 1930.

## Mental health medicine
C'était la coutume à Singapour de loger des «fous» dans la prison. Les Autochtones et les Chinois étaient confinés de cette manière, tandis que les Européens bénéficiaient d'un meilleur traitement. Il faisait partie des devoirs de Montgomerie de visiter la prison quotidiennement pour subvenir à leurs besoins. Le public était inquiet du manque d'installations adéquates, mais rien n'a été fait avant 1840, lorsqu'un détenu souffrant de troubles mentaux en a tué un autre. Montgomerie a été chargé d'enquêter et de faire des recommandations. Il a recommandé un asile d'aliénés construit à cet effet et soumis des plans et des coûts. Il a rejeté une autre idée d'envoyer des patients en Inde. Le plan de Montgomerie a été accepté et l'asile a été construit.

## Pierre de Singapour
Montgomerie a joué un rôle mineur dans la récupération de morceaux de la pierre de Singapour après sa démolition par des explosifs en 1843. La pierre était un gros rocher dans la rivière Singapour portant une inscription ancienne et non déchiffrée. Il a été détruit par l'ingénieur de l'établissement pour dégager le chenal de la rivière. Montgomerie avait l'intention de créer un musée à Singapour, mais n'a pas pu le faire. Au lieu de cela, il a envoyé les pièces qu'il a récupérées au musée de la société asiatique à Calcutta vers 1848. En 1918, certains des fragments récupérés par Montgomerie ont été retournés à Singapour en prêt prolongé et se trouvent maintenant au Musée national de Singapour. 
La destruction de la pierre a horrifié de nombreux fonctionnaires de la colonie. L'un l'a décrit comme du vandalisme. La pierre a été découverte pour la première fois par des marins bengalis chargés de défricher la végétation par le premier maître d'hôtel du port. En voyant l'étrange inscription, ils refusèrent de continuer. Montgomerie a commenté "il était dommage que ceux qui ont ensuite autorisé la destruction de l'ancienne relique n'aient pas été eux-mêmes empêchés par une superstition aussi saine.

## Loisirs
Montgomerie était à la tête du Singapore Yacht Club lors de sa formation en 1826. Des réunions ont eu lieu dans sa maison. Le jeu des cinq a été introduit à Singapour par Montgomerie. Il l'a d'abord joué dans le magasin médical. Il fut honoré d'un dîner en février 1836 pour avoir présenté le jeu.
En 1827, un grand jury à Singapour a décidé de supprimer les fermes de jeux d'argent. On dit que Montgomerie a fait remarquer: «Je ne pensais pas qu'il y avait treize idiots de ce genre dans toute l'île.